# Butuh (Tengaran)
Butuh is een bestuurslaag in het regentschap Semarang van de provincie Midden-Java, Indonesië. Butuh telt 4293 inwoners (volkstelling 2010).